# 小山文彦 (実業家)
小山 文彦（こやま ふみひこ、1973年3月19日 - ）は日本の実業家。株式会社ゴーガ創業者。Jリーグ・レノファ山口FCの運営会社である株式会社レノファ山口代表取締役会長

## 来歴
山口県立徳山高等学校から山口大学人文学部卒業後、東京での会社員経験を経て2006年5月に位置情報提供サービスを基軸としてITコンサルティングなどを手がける株式会社ゴーガを設立。2015年度には売上高7億円の企業にまで成長させる。2016年に小山自身が保有するゴーガの株式の過半をシステムインテグレーターの電算システムに売却（電算システムがゴーガを子会社化）して同社の経営から退き帰郷（2018年には残る保有株式も売却し電算システムが完全子会社化）、周南市にて起業支援などを手がける経営コンサルタントの365y株式会社を設立する。
2022年1月15日付けで、株式会社レノファ山口代表取締役社長だった河村孝の退任（顧問に就任予定）と小山の同社代表取締役社長就任が発表された。小山自身にサッカー経験は無いものの、帰郷前後からレノファのホームゲームを見に行くサポーターだったという。
2022年12月15日、経営体制強化の為、株式会社レノファ山口代表取締役会長に異動し、後任の代表取締役社長には2022シーズンで引退した渡部博文が就任。営業活動などを渡部が、事務や財務などを小山が担当する。なお、Jリーグの実行委員は引き続き小山が務める。

## 著書
- 渡邉英徳・古橋大地・小山文彦（共著） 編『Google Earthアプリケーション開発ガイド : KML、Earth & API徹底活用』KADOKAWA、2014年。ISBN 978-4-04-886773-3。